# Atentados de Londres de 1994
Los atentados de Londres de 1994 tuvieron lugar cuando, el 26 de julio, un coche bomba estalló frente al edificio de la embajada israelí, hiriendo a veinte civiles y cuando, trece horas después, sobre las 2 y media de la madrugada del 27 de julio, un segundo coche bomba estalló frente a la Casa Balfour, sede de la organización caritativa Llamamiento del Israel Judío Unido, hiriendo a seis personas.

## Contexto
Los atentados tuvieron lugar después de que el rey Huséin de Jordania y el primer ministro israelí Yitzhak Rabin se reunieran el 25 de julio en Washington D. C. para discutir un tratado de paz entre Jordania e Israel.
Inicialmente, el embajador israelí y los expertos en inteligencia británicos culparon a "extremistas pro-iraníes, probablemente vinculados al grupo Hezbolá con sede en el Líbano".
El autodenominado Grupo Jaffa de la Resistencia Palestina se atribuyó la responsabilidad de ambas bombas.
Cinco palestinos fueron detenidos en Londres en enero de 1995 en relación con los atentados. En diciembre de 1996, dos de ellos, ambos graduados en ciencias y educados en el Reino Unido, Jawad Botmeh y Samar Alami, fueron declarados culpables en Old Bailey de "conspiración para provocar explosiones". Fueron condenados a 20 años de cárcel y perdieron la apelación en 2001. Botmeh salió de prisión en 2008.
El exagente del MI5 David Shayler declaró que los servicios de seguridad británicos fueron advertidos de un plan para atacar la embajada por adelantado, pero no tomaron ninguna medida. El Servicio de Fiscalía de la Corona confirmó más tarde que se había recibido una advertencia, aunque se relacionaba con un plan de un grupo ajeno a los condenados por el atentado. El ministro del Interior en ese momento, Jack Straw, dijo que la interpretación de los hechos de Shayler era comprensible, pero concluyó que el MI5 no podría haber evitado el ataque.

## Convictos
Samar Alami, una mujer palestina-libanesa e hija de un banquero, se graduó con una licenciatura en ingeniería química de la University College de Londres y una maestría en Imperial College de Londres.
Jawad Botmeh, un estudiante palestino establecido en Londres, se graduó con títulos en ingeniería electrónica de la Universidad de Leicester y del King's College de Londres.
Alami y Botmeh fueron apresados por conspiración para causar las explosiones en Londres. Durante el juicio, Alami y Botmeh fueron acusados de formar parte de un equipo que había planeado el atentado, pero no fueron acusados de colocar ellos mismos la bomba ni de estar presentes en la escena del crimen. No hubo evidencia directa que vinculase a los sospechosos con el atentado. En el curso del juicio, ambos sospechosos admitieron que habían realizado experimentos utilizando explosivos caseros para transmitir información a los palestinos en los territorios palestinos ocupados. Botmeh y Alami fueron declarados culpables de los cargos en diciembre de 1996 y recibieron sentencias de 20 años.
Alami y Botmeh han mantenido su inocencia; Aministía Internacional dijo que a Botmeh le había sido "denegado su derecho a un juicio justo". Numerosos grupos e individuos hicieron campaña en nombre de la pareja, incluido el gobierno de Palestina, Amnistía Internacional, Unison (el sindicato más grande de Gran Bretaña), el activista de derechos humanos Gareth Peirce, el periodista de investigación Paul Foot, y Miscarriages of JusticeUK (MOJUK). El apoyo a la apelación de Alami y Botmeh atrajo el apoyo de todos los partidos en el Parlamento: cinco mociones iniciales planteadas por el parlamentario John Austin fueron apoyadas por un total de 71 parlamentarios, incluidos los parlamentarios del Partido Laborista Jeremy Corbyn y John McDonnell, los parlamentarios del Partido Conservador Peter Bottomley y Robert Jackson y los demócratas liberales Tom Brake y Colin Breed. Además de las mociones iniciales, otros parlamentarios tales como Ian Gilmour, barón Gilmour de Craigmillar y Harry Cohen apoyaron la revisión de la condena.
La apelación de la pareja contra sus condenas llegó a su fin cuando su caso fue desestimado por el Tribunal Europeo de Derechos Humanos en 2007. Tras revisar las pruebas, el tribunal concluyó que no se había infringido su derecho a un juicio justo.
Tras la liberación de Botmeh de la prisión en 2008, encontró trabajo como investigador en la Universidad Metropolitana de Londres. Fue suspendido del trabajo el 7 de febrero de 2013, habiéndose convertido en activista de su sindicato, Unison; han señalado que su suspensión estuvo relacionada con su elección como representante del personal, y en que había declarado su condena por participar en los atentados con dos coches bomba antes de su nombramiento.